# Bojan Kosić
Bojan Kosić (* 14. Dezember 1990 in Nikšić, SFR Jugoslawien) ist ein montenegrinischer Skirennläufer.

## Biografie
Bojan Kosić gab sein internationales Renndebüt am 28. November 2005 bei einem Universitätsrennen im Kaunertal, damals noch unter der Flagge Serbien und Montenegros. Sein erstes Rennen für das nun unabhängige Montenegro bestritt er am 11. Dezember 2006 im Pitztal nachdem sich der Staatenbund im Frühjahr 2006 aufgelöst hatte. Zwei Monate später nahm er als erster montenegrinischer Skirennläufer an einer Alpinen Skiweltmeisterschaft teil. Im Riesenslalom belegte er den 47. Rang, im Slalom schied er aus. 
Bei den Olympischen Winterspielen 2010 in Vancouver nahm Kosić als einziger Montenegriner teil. Es war zugleich die erste Teilnahme eines Athleten aus Montenegro, seit der Unabhängigkeit des Landes, an Olympischen Winterspielen. Bei der Eröffnungs- und der Schlussfeier war er Fahnenträger seines Landes. Im Riesenslalom belegte er den 61. Rang und im Slalomrennen landete er auf dem 40. Platz. Dies ist zugleich sein bisher bestes Ergebnis bei einem internationalen Großereignis.
Bei der Winter-Universiade 2011 in Erzurum trat er neben dem Slalom und dem Riesenslalom auch im Super-G an, landete aber in allen Disziplinen außerhalb der besten 30.
Abgesehen von internationalen Großereignissen startet Kosić hauptsächlich bei FIS-Rennen am Balkan.

## Erfolge

### Olympische Winterspiele
- Vancouver 2010: 40. Slalom, 61. Riesenslalom

### Weltmeisterschaften
- Åre 2007: 47. Riesenslalom, DNQ Slalom
- Val-d'Isère 2009: 67. Riesenslalom, DNQ Slalom
- Garmisch-Partenkirchen 2011: 43. Slalom, DNF Riesenslalom
- Vail/Beaver Creek 2015: 45. Slalom, DNQ Riesenslalom
- St. Moritz 2017: 73. Slalom, DNQ Riesenslalom
- Åre 2019: 100. Riesenslalom, DNQ Slalom
- Cortina d’Ampezzo 2021: DNQ Riesenslalom, DNQ Slalom
- Courchevel/Méribel 2023: 62. Slalom, DNF Riesenslalom
- Saalbach 2025: 70. Slalom, 98. Riesenslalom

### Juniorenweltmeisterschaften
- Zauchensee/Flachau 2007: 33. Slalom, 57. Super-G, DNF Riesenslalom
- Formigal 2008: DNS Slalom
- Garmisch-Partenkirchen 2009: 48. Riesenslalom, DNF Slalom

### Universiade
- Erzurum 2011: 31. Slalom, 47. Super-G, 49. Riesenslalom

### Weitere Erfolge
- Montenegrinischer Meister im Slalom (2022)
- Montenegrinischer Vizemeister im Riesenslalom (2022)